# Kal·lithea
Kal·lithea (grec: Καλλιθέα, literalment bona vista) és el 8è municipi més gran a Grècia (115.150 habitants segons el cens del 2001) i el 4t més gran en l'àrea urbana d'Atenes (després d'Atenes, El Pireu i Peristeri). A més, és el segon municipi amb més densitat de població a Grècia (després de Neapoli), amb més de 24.000 habitants per km².

## Localització

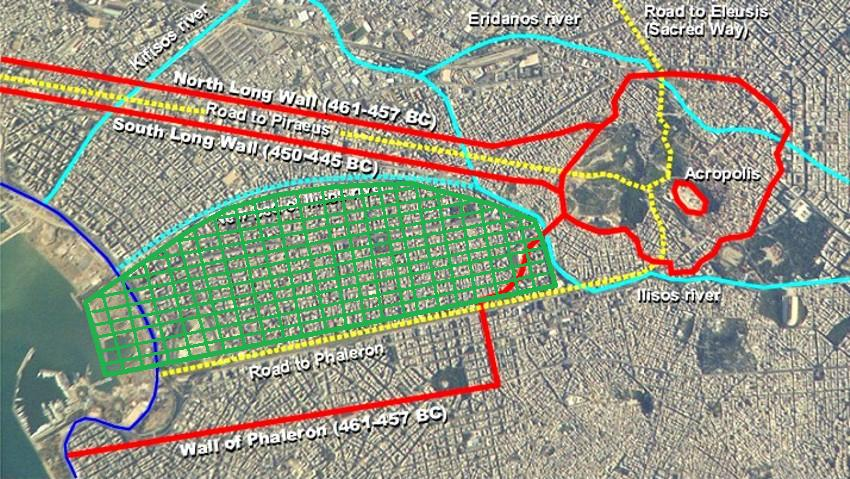
Esquema que mostra la ubicació de les muralles (vermell) que protegien la ciutat antiga. La Kal·lithea actual apareix en verd.

El centre de Kal·lithea (Plaça Davaki) es troba a 3 km al sud del centre de la ciutat d'Atenes (Plaça Síndagma) i 3 km al cap al nord-est del centre del Pireu. Kal·lithea s'estén des del mont Filopappos i els tossals Sikelia al nord, fins a la Badia de Fàliro al sud; els seus dos altres costats estan delimitats per l'Avinguda Singrou a l'est (límit amb les ciutats de Nea Smirni i Palaió Fàliro), i el riu Ilisos a l'oest (límit amb Tavros i Moskhato).
El lloc en el qual es va desenvolupar la ciutat cobreix la part més gran de l'àrea al sud d'Atenes, protegida en temps antics (segle v aC) per muralles a l'oest i la muralla de Fàliro a l'est. La ciutat de Xipete es trobava en algun lloc entre aquestes muralles; Plató parla d'ella i dels seus habitants als seus diàlegs.

## El creixement de la ciutat
Entre els primers Jocs Olímpics de 1896 i els Jocs Olímpics de 2004, la ciutat va créixer de manera significativa. El taller i la fàbrica de tramvies es van construir a Kal·lithea el 1910, seguits de la Universitat de Harokópios (1925) i la Universitat de Ciències Polítiques de Pantios (1928).
Durant els anys 1920, la ciutat va acollir milers de refugiats després de la Guerra Greco-Turca (1919-1922) en el marc de l'intercanvi de poblacions entre Grècia i Turquia signat al Tractat de Lausana (1923). Aquests refugiats van arribar a Kal·lithea principalment del sud del mar Negre (Regió del Pont), i des de ciutats de l'antiga Grècia com Sinope, Amisos, Giresun, Trebisonda Tirebolu, Gümüşhane i d'altres de l'últim període de l'Imperi Romà d'Orient.
En la dècada dels 90, després de la dissolució de la Unió Soviètica, una onada nova d'immigrants grecs arribaren a Kal·lithea des de la costa est del mar Negre, des de les terres altes de Caucas a Geòrgia, així com des d'assentaments grecs llunyans al Kazakhstan i l'Uzbekistan, on els seus avantpassats grecs de Mar Negres van ser expulsats durant el règim de Stalin durant els anys 1930.
Alguns esdeveniments dels Joncs Olímpics d'Atenes 2004 van tenir lloc a Kal·lithea, notablement l'handbol i el Taekwondo al pavelló d'esports de l'avinguda Singrou, i vòlei platja en el Centre Olímpic de Vòlei Platja a la badia de Kal·lithea (Tzitzifies).
Kal·lithea té dues universitats (Harokópios i Pantíos), nombroses associacions culturals i uns quants clubs d'esport, el més conegut dels quals és el Kallithea FC (futbol) i l'Esperos (bàsquet, voleibol i handbol).

## Transport
L'avinguda Singrou arriba a Kal·lithea per l'est, des del sud s'hi pot accedir per l'avinguda Posidonos, des del nord i l'oest per l'Avinguda Kifissias, i des del centre d'Atenes per l'avinguda Thisseos (per Síndagma, Amalias, Singrou). La línia 1 del metro (estacions de Kal·lithea i Tavros), el tram (estacions de Kal·lithea i Tzitzifies) i nombrosos línies d'autobusos i troleibusos que passen per les avingudes Thieos, Singrou i Posidonos connecten Kal·lithea amb la resta de l'àrea urbana d'Atenes.

## Llocs d'interès
- Universitat de Harokópios
- Universitat de Ciències Polítiques de Pantios
- Església Aghia Eleousa, de l'últim període romà d'Orient.
- "Monument de Kal·lithea", una tomba familiar del segle iv aC, una de les peces més impressionants del Museu Arqueològic del Pireu.
- Complex Olímpic de la Zona Costanera de Faliro en platja de Kal·lithea.
- Monument en memòria dels grecs de la Regió del Pont en el centre de la ciutat (Plaça Davaki i Jardins).
- Estadi Municipal Gregoris Lambrakis, del Kallithea FC des de 1972.

## Demografia
| Any  | Població |
| ---- | -------- |
| 1981 | 117,319  |
| 1991 | 116.731  |
| 2001 | 115.150  |

## Persones conegudes
- Febos Delivoriàs, cantant i compositor
- Stamatis Kraunakis, compositor